# 赵久合
赵久合（1945年2月—），北京市人，汉族，中华人民共和国官员，第十一届全国人民代表大会北京地区代表，中共北京市委党校专科学历。
赵久合1965年8月参加工作，1966年6月成为中国共产党党员。他长期在平谷县任职，历任平谷县镇罗营学区共青团支部书记，公社组织干部，平谷县人大常委会干部，平谷县政府办公室副主任，平谷县城关乡乡长、中共平谷县城关乡党委副书记，中共平谷县城关乡党委书记。1987年3月，赵久合升任平谷县副县长。1990年3月，他改任中共平谷县委副书记。1993年11月，他转往北京市门头沟区任职，出任区长、中共门头沟区委副书记。1996年9月，他被任命为中共门头沟区委书记，后兼任区人大常委会主任。1998年10月，中共北京市委任命他为宣武区委书记。后来他还担任了宣武区人大常委会主席。2001年12月，他改任中共北京市东城区委书记。
2008年，当选为全国人大代表。